# Straight Outta Compton: N.W.A 10th Anniversary Tribute
Straight Outta Compton: N.W.A 10th Anniversary Tribute – album kompilacyjny oraz tribute album amerykańskiej grupy hip-hopowej N.W.A, wydany 3 listopada 1998 roku nakładem wytwórni Priority Records z okazji 10-lecie wydania debiutu grupy Straight Outta Compton. Album zawiera remiksy, covery oraz interpretację oryginalnych utworów nagranych przez takich artystów jak Dresta, WC, C-Murder, Snoop Dogg, Jayo Felony, Bone Thugs-n-Harmony, MC Eiht czy King Tee. Wydawnictwo zadebiutowało na 142. pozycji Billboard 200 oraz 31. miejscu Top R&B/Hip-Hop Albums.

## Lista utworów
Opracowano na podstawie źródła.
| Nr  | Tytuł utworu                                                             | Producent          | Długość |
| --- | ------------------------------------------------------------------------ | ------------------ | ------- |
| 1.  | „Straight Outta Compton” (Dresta, King Tee, MC Eight)                    | Ant Banks          | 4:11    |
| 2.  | „Fuck Tha Police” (Bone Thugs-n-Harmony)                                 | Krayzie Bone       | 5:01    |
| 3.  | „Gangsta Gangsta” (C-Murder, Snoop Dogg)                                 | Craig B            | 4:39    |
| 4.  | „If It Ain’t Ruff” (WC)                                                  | Ant Banks          | 3:43    |
| 5.  | „Parental Discretion Iz Advised” (Allfrumtha I, Boo Kapone, The Comrads) | Ant Banks          | 4:18    |
| 6.  | „8 Ball” (Jayo Felony)                                                   | Ant Banks          | 4:24    |
| 7.  | „Something Like That” (Ant Banks, J-Dubb)                                | Ant Banks          | 3:14    |
| 8.  | „Express Yourself” (Silkk the Shocker)                                   | Ant Banks, Craig B | 4:22    |
| 9.  | „Compton'z N Tha House (Live)” (N.W.A)                                   | Dr. Dre, DJ Yella  | 2:01    |
| 10. | „I Ain’t Tha 1” (Mr. Mike)                                               | Ant Banks          | 5:28    |
| 11. | „Dopeman” (Mack 10)                                                      | Ant Banks          | 4:00    |
| 12. | „Quiet On Tha Set” (Big Pun, Cuban Link, Fat Joe)                        | Ant Banks          | 4:00    |
|     |                                                                          |                    | 49:21   |

## Notowania
| Rok  | Notowanie | Notowanie | Notowanie |
| Rok  | USA 200   | USA R&B   |           |
| ---- | --------- | --------- | --------- |
| 1998 | 142       | 31        |           |